# IR Водолея
IR Водолея (лат. IR Aquarii), HD 198729 — одиночная переменная звезда в созвездии Водолея на расстоянии приблизительно 1489 световых лет (около 456 парсеков) от Солнца. Видимая звёздная величина звезды — от +7,92m до +7,73m.

## Характеристики
IR Водолея — красный гигант, пульсирующая медленная неправильная переменная звезда (LB) спектрального класса M4III:. Эффективная температура — около 3409 К.